# On Track Piraten
On Track Piraten, född 27 april 2008 i Uppsala i Uppsala län, är sedan sommaren 2022 en pensionerad svensk varmblodig travhäst. Numer omskolas hästen till hopphäst i Nusnäs, Rättvik av skötaren Martina Jonsson. Som travhäst tränades han av Hans R. Strömberg, verksam vid Rättviks travbana i Dalarnas län. Han kördes oftast av Johnny Takter, Rikard N. Skoglund eller Strömberg själv.
On Track Piraten började tävla 2011. Han sprang in 19,3 miljoner kronor på 199 starter varav 47 segrar, 31 andraplatser och 29 tredjeplatser. Han tog karriärens största segrar i E3-revanschen (2011), Grosser Preis von Deutschland (2012), Svenskt Mästerskap (2013, 2014), C.L. Müllers Memorial (2013, 2014, 2016), Prix du Luxembourg (2015) och sex segrar i Gulddivisionens final. Han har även kommit tvåa i lopp som långa E3 (2011), Prix de l'Union Européenne (2014), Sundsvall Open Trot (2015, 2016), Grand Prix de Wallonie (2016) och Örebro Intn'l (2019).
Han utsågs till "Årets Äldre" (2016) vid Hästgalan. Med nio V75-segrar under säsongen 2016 blev han även årets segerrikaste häst inom V75. Han har utsetts till "Årets Häst i Dalarna" sju gånger (åren 2012–2018).
Sedan oktober 2018 innehar han rekordet för flest antal rikstotosegrar i Sverige. Totalt har han tagit 33 segrar inom V75.

## Karriär

### Tiden som unghäst (2011–2012)

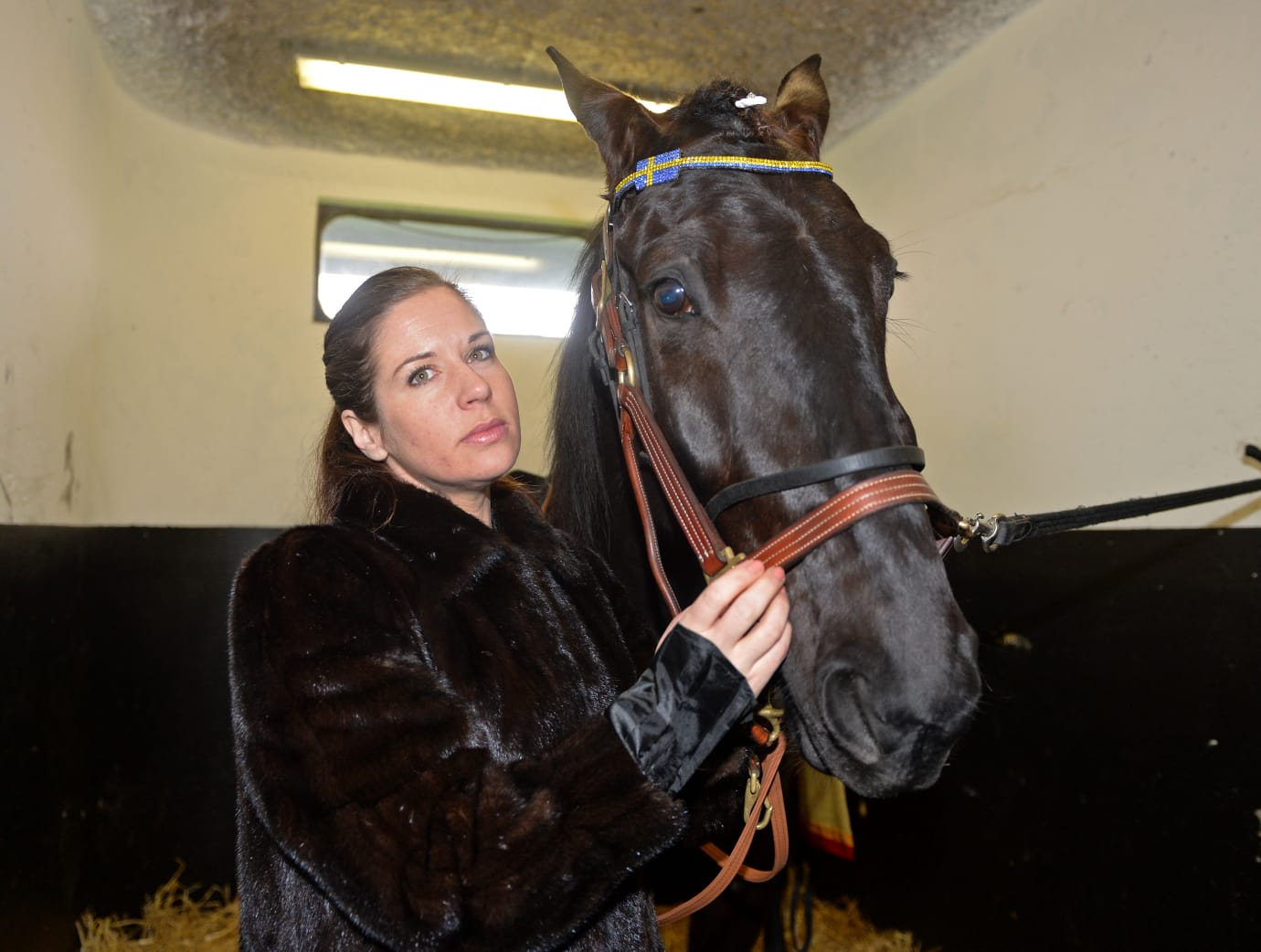
On Track Piraten tillsammans med sin uppfödare Eva Eriksson.

On Track Piraten tävlingsdebuterade den 31 januari 2011 på Romme travbana. Han kördes av sin tränare Hans R. Strömberg och ekipaget vann loppet med en hals före Turbo Nova. Detta trots att han tog ett par galoppsteg i sista sväng av loppet och tappade flera längder. Den 2 juni 2011 på Bergsåkers travbana kom han på andraplats i finalen av långa E3. Han kördes av Erik Adielsson. Senare under säsongen, den 29 november, vann ekipaget E3-revanschen på Sundbyholms travbana. Totalt under debutsäsongen 2011 gjorde On Track Piraten 15 starter och vann fem av dessa.
Säsongen 2012 gjorde han 16 starter, vilket resulterade i två segrar och sex andraplatser. Han segrade i Grosser Preis von Deutschland på Hamburg Bahrenfeld i Tyskland den 14 oktober, körd av Joseph Verbeeck. Denna seger var värd cirka 100 000 euro och är hans största seger sett till vinstsumma. Han deltog i uttagningslopp till finalen av Svenskt Travderby den 21 augusti, men slutade på tredjeplats i försöket och kvalificerade sig därmed inte bland de två som gick till final. Den 17 november kom han tvåa i Solvalla Grand Prix.

### Säsongen 2013
Säsongen 2013 avslutade han med två raka segrar. Först i Svenskt Mästerskap den 12 oktober 2013 på Åbytravet och sedan den 26 oktober 2013 på Jägersro i C.L. Müllers Memorial. I samband med segern i Svenskt Mästerskap kördes han av Johnny Takter för första gången. Totalt tog han fyra segrar på 15 starter under 2013.

### Säsongen 2014
Säsongen 2014 inleddes med seger i årsdebuten den 11 januari 2014 på Solvalla, då han kördes av Takter för andra gången. Därefter gjorde han tre starter på Vincennesbanan utanför Paris i Frankrike, med två andraplatser och en sjätteplats som resultat. Han var bland annat tvåa i Prix de l'Union Européenne. Han kördes av Joseph Verbeeck och Erik Adielsson under denna sejour i Frankrike. Mellan den 13 september och 25 oktober 2014 tog han fyra raka segrar på V75 tillsammans med Takter, bland annat försvarade han sina titlar i Svenskt Mästerskap och C.L. Müllers Memorial från föregående år.

### Säsongen 2015

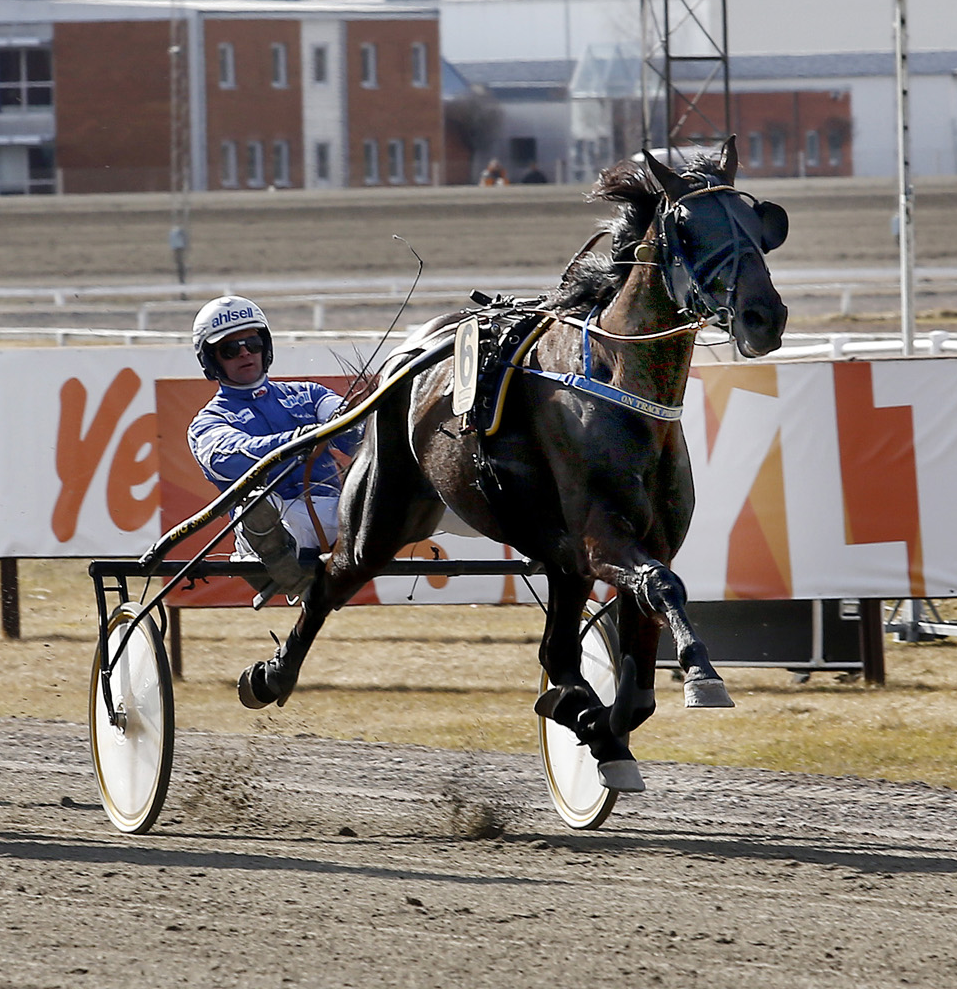
On Track Piraten och Erik Adielsson 2015.

Säsongen 2015 inleddes med en start i Gulddivisionen den 10 januari 2015 på Romme travbana, där han slutade på andraplats bakom Digital Ink. Han gjorde sedan två starter i Frankrike och tog karriärens första seger på Vincennesbanan i Paris i loppet Prix du Luxembourg den 24 januari 2015, körd av Erik Adielsson. Den 13 juni 2015 kom han på tredjeplats i Norrbottens Stora Pris. Han tog även en andraplats bakom Delicious U.S. i Sundsvall Open Trot den 29 augusti 2015 på Bergsåker. Säsongen avslutades med två raka segrar i försöks- och finallopp av Gulddivisionen. Totalt tog han fem segrar på 15 starter under 2015.

### Säsongen 2016
Säsongen 2016 årsdebuterade On Track Piraten den 16 januari 2016 på Gävletravet, där han slutade på andraplats bakom Robert Bergh och Ed You. Mellan den 20 februari och 2 april 2016 tog han fyra raka segrar på V75. Han startade i finalen av Olympiatravet den 30 april 2016, körd av sin numera ordinariekusk Johnny Takter. De startade från spår 1 och var favoritspelade i loppet till oddset 3.0. On Track Piraten kördes i ledningen med Sauveur utvändigt om sig, men slutade på femteplats efter vinnande Your Highness. Olympiatravet följdes upp med en start i Algot Scotts Minne den 14 maj 2016. Han segrade i loppet och fick därmed också en inbjudan till Elitloppet 2016.
I försöksloppet av Elitloppet den 29 maj 2016 på Solvalla skar han mållinjen på femteplats, vilket innebar att han inte kvalificerade sig bland de fyra som gick vidare till finalen. Ett par månader efter Elitloppet blev dock ettan Un Mec d'Héripré (tränad av Fabrice Souloy) fråndömd segern på grund av doping, varpå On Track Piratens tidigare femteplats blev en fjärdeplats. Elitloppet följdes upp med en tredjeplats bakom Propulsion och Sauveur i Norrbottens Stora Pris den 18 juni 2016. Den 25 juni 2016 försvarade han sin seger i Midsommarloppet på Rättviks travbana från föregående säsong. Han kom sedan även på fjärdeplats i Årjängs Stora Sprinterlopp samt på femteplats i Hugo Åbergs Memorial. Han kom tvåa i Belgiens största travlopp Grand Prix de Wallonie den 14 augusti 2016, endast slagen av Amiral Sacha som travade nytt löpningsrekord. Den 27 augusti 2016 kom han även tvåa i Sundsvall Open Trot bakom vinnande Nuncio. Den 29 oktober 2016 segrade han i C.L. Müllers Memorial på Jägersro för tredje gången i karriären. Han avslutade säsongen med fyra raka segrar. Totalt sprang han in fyra miljoner kronor på 22 starter under 2016, vilket gör detta till hans vinstrikaste säsong.

### Säsongen 2017

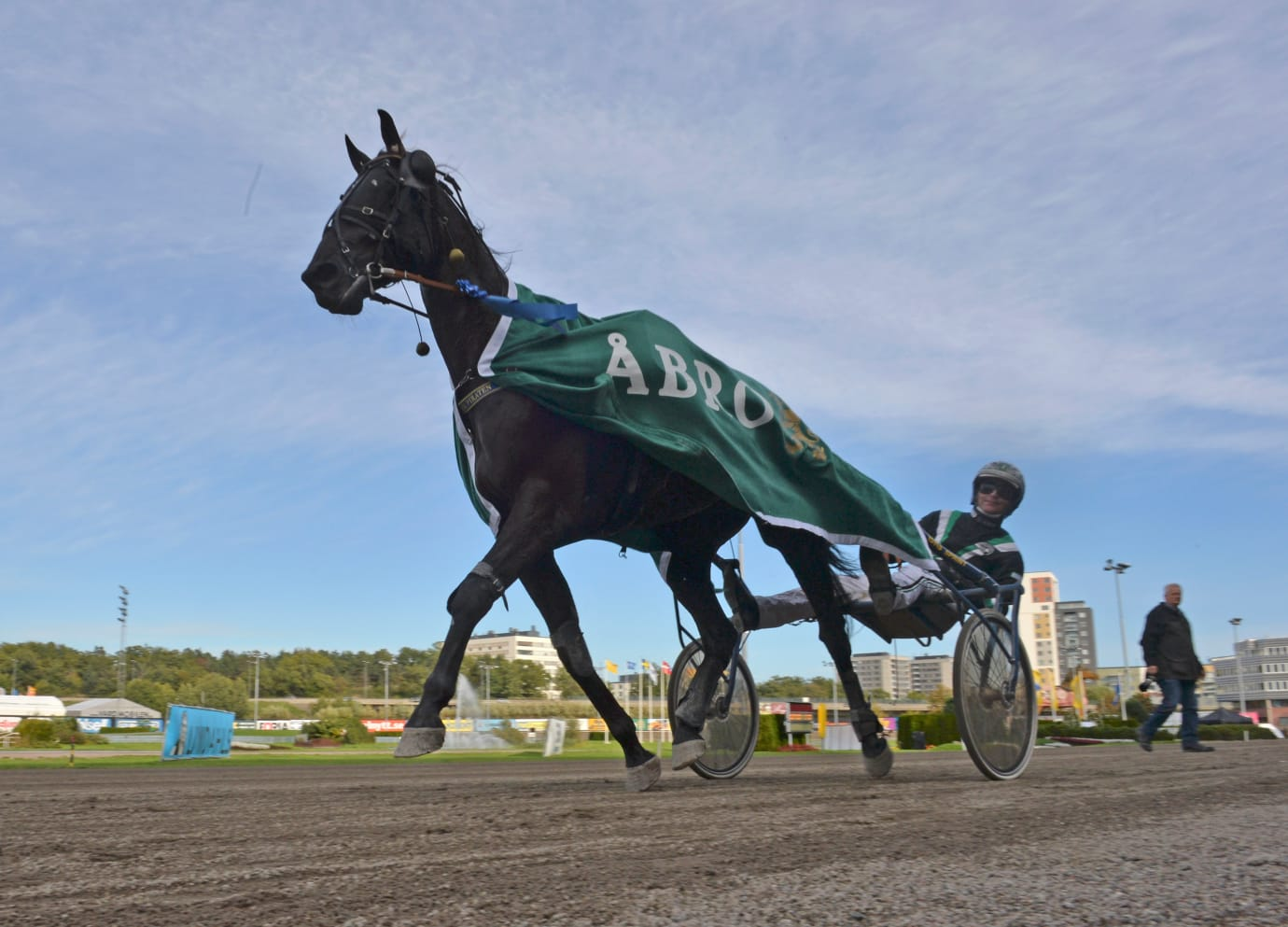
On Track Piraten och Johnny Takter segerdefilerar.

Säsongen 2017 gjorde On Track Piraten sin första start och tog sin första seger för året den 7 januari 2017 i Gulddivisionen på Romme travbana. Han inledde säsongen 2017 med fem raka segrar, bland annat i Färjestads Jubileumslopp den 21 januari och Mälarpriset den 25 februari. Han var obesegrad mellan den 29 oktober 2016 och 1 april 2017.
Den 29 april 2017 deltog han i finalen av Olympiatravet, men slutade oplacerad. Han tog en tredjeplats i Jämtlands Stora Pris den 10 juni 2017. Den 24 juni 2017 besegrade han bland andra Nuncio då han vann Midsommarloppet på hemmabanan i Rättvik för tredje året i rad. Den 15 juli 2017 deltog han i Årjängs Stora Sprinterlopp, där han slutade på sjätteplats. Den 22 juli 2017 startade han i ett Gulddivisionslopp på Axevalla travbana, där han slutade tvåa bakom Readly Express. Han deltog i Sommartravets final den 5 augusti 2017 på Rättviks travbana, där han kom på femteplats efter att ha travat utvändigt om ledaren. Han kom på fjärdeplats i Sundsvall Open Trot den 26 augusti 2017.
Hösten 2017 reste han till USA för att delta i "VM-loppet" International Trot den 14 oktober 2017. I loppet kom han på femteplats. Drygt två veckor senare var han tillbaka på tävlingsbanan i Sverige, och kom på femteplats i C.L. Müllers Memorial på Jägersro den 28 oktober 2017. Han startade därefter i ett försökslopp av Gulddivisionen på Sundbyholms travbana den 11 november 2017 där han tog en tredjeplats. Med detta kom han med i Gulddivisionens final den 25 november på Solvalla. I finalen kom han på fjärdeplats. Han startade i ytterligare en final av Gulddivisionen den 26 december 2017 på Solvalla, där han kördes av Kaj Widell och slutade oplacerad efter att ha travat i ledningen på tung bana.

### Säsongen 2018
On Track Piraten årsdebuterade den 20 januari 2018 i ett försökslopp av Gulddivisionen på Romme travbana. Tränare Hans R. Strömberg körde, och tillsammans vann de loppet. Han startade därefter i Gulddivisionens final den 10 februari, där han kom femma. Vid Dalatravgalan den 17 februari 2018 utsågs On Track Piraten till "Årets Häst i Dalarna" för sjunde året i rad. Den 10 mars segrade han i Mälarpriset, som ingick som ett Gulddivisionsförsök. Han tog ytterligare en seger den 1 april då han segrade i ett uttagningslopp till Olympiatravet efter en upploppsduell med Digital Ink och Zenit Brick. I finalen av Olympiatravet den 28 april slutade han oplacerad efter att ha skurit mållinjen som sjua.
Under det så kallade Midnattstravet den 16 juni 2018 på Bodentravet startade han i kvällens huvudlopp Norrbottens Stora Pris och kom femma. Den 23 juni startade han som titelförsvarare i Midsommarloppet – ett lopp han hade vunnit tre år i rad (2015, 2016, 2017), denna gång slutade han dock på femteplats. Senare under sommaren kom han på sjundeplats i ett Gulddivisionsförsök under Stochampionatshelgen samt på tredjeplats i Sommartravets final.
Den 6 oktober 2018 segrade han i Stig Lindmarks Styrkeprov, körd av Erik Adielsson. Detta var hans 28:e seger inom rikstoton, vilket innebar att han blev historisk och gick om Callit som den häst som tagit flest antal rikstotosegrar i Sverige.
Han kom på fjärdeplats i C.L. Müllers Memorial den 27 oktober 2018. Han tog sin 29:e seger inom V75 i Charlie Mills Race den 3 november tillsammans med kusken Rikard N. Skoglund. Nästa start gjordes den 24 november i Konung Carl XVI Gustafs Silverhäst, där han kom fyra. Han avslutade året med att ta sin 30:e V75-seger den 29 december 2018 i ett Gulddivisionslopp på Romme, då han segrade före loppets storfavorit Propulsion. Med denna seger passerade han också 17 miljoner kronor insprunget.

### Säsongen 2019
On Track Piraten inledde året med en tredjeplats i ett lopp av Gulddivisionen den 19 januari 2019 på Solvalla. Därefter blev han struken för tandvärk inför en tilltänkt start i Guldfinalen på Åbytravet. Årets första seger, och hans 31:a V75-seger, kom i årets andra start den 16 februari 2019 i Gulddivisionen på Axevalla travbana. Segerkusken Rikard N. Skoglund, som nu hade kört honom i två lopp med lika många segrar, hyllade honom efter loppet och beskrev honom som en travets Rolls Royce. Han segrade även i Färjestads Jubileumslopp (som ingick på V75 som ett försök av Gulddivisionen) den 9 mars 2019, och tog därmed sin 32:a V75-seger samt tredje raka seger med sin nya kusk Skoglund.
Han kom tvåa i Örebro Intn'l den 4 maj 2019, slagen med en och en halv längd av Mack Dragan. Under årets Elitloppshelg startade han i Harper Hanovers Lopp. Han kom på femteplats, efter att ha travat nytt personligt löpningsrekord över distansen 3180 meter med tiden 1.13,0. Han gjorde karriärens 150:e start den 15 juni 2019 på Bodentravet, då han deltog i Norrbottens Stora Pris. I loppet kördes han av Skoglund och de kom på sjundeplats. Den 3 augusti 2019 kom han på tredjeplats i Sommartravets final.

## Statistik

### Löpningsrekord
| Datum            | Bana      | Lopp                  | Tid    | Distans | Startmetod       | Kusk                |
| ---------------- | --------- | --------------------- | ------ | ------- | ---------------- | ------------------- |
| 26 juli 2016     | Jägersro  | Hugo Åbergs Memorial  | 1.09,4 | 1 609 m | autostart        | Johnny Takter       |
| 29 augusti 2015  | Bergsåker | Sundsvall Open Trot   | 1.10,3 | 2 140 m | autostart        | Torbjörn Jansson    |
| 29 oktober 2016  | Jägersro  | C.L. Müllers Memorial | 1.11,7 | 2 640 m | autostart        | Johnny Takter       |
| 7 september 2013 | Vincennes | UET Trotting Masters  | 1.12,3 | 2 700 m | fransk voltstart | Pierre Vercruysse   |
| 15 augusti 2015  | Åby       | Lyon Grand Prix       | 1.13,8 | 3 140 m | autostart        | Torbjörn Jansson    |
| 25 maj 2019      | Solvalla  | Harper Hanovers Lopp  | 1.13,0 | 3 180 m | autostart        | Rickard N. Skoglund |

### V75-segrar
| #  | Datum            | Bana       | Lopp                          | Kusk               | Odds  | Vinstbelopp |
| -- | ---------------- | ---------- | ----------------------------- | ------------------ | ----- | ----------- |
| 1  | 14 aug 2013      | Solvalla   | C Th Ericssons Memorial       | Daniel Olsson      | 7,07  | 150 000 kr  |
| 2  | 12 okt 2013      | Åby        | Svenskt Mästerskap (Gr. 2)    | Johnny Takter      | 13,45 | 600 000 kr  |
| 3  | 26 okt 2013      | Jägersro   | C.L. Müllers Memorial (Gr. 2) | Erik Adielsson     | 9,56  | 500 000 kr  |
| 4  | 11 jan 2014      | Solvalla   | Gulddivisionen, försök        | Johnny Takter      | 5,80  | 150 000 kr  |
| 5  | 13 sept 2014     | Färjestad  | Gulddivisionen, försök        | Johnny Takter      | 3,96  | 150 000 kr  |
| 6  | 27 sept 2014     | Solvalla   | Gulddivisionen, final (Gr. 2) | Johnny Takter      | 2,93  | 250 000 kr  |
| 7  | 11 okt 2014      | Åby        | Svenskt Mästerskap (Gr. 2)    | Johnny Takter      | 3,69  | 500 000 kr  |
| 8  | 25 okt 2014      | Jägersro   | C.L. Müllers Memorial (Gr. 2) | Johnny Takter      | 3,07  | 400 000 kr  |
| 9  | 5 april 2015     | Romme      | Gulddivisionen, försök        | Erik Adielsson     | 1,50  | 150 000 kr  |
| 10 | 5 dec 2015       | Romme      | Gulddivisionen, försök        | Johnny Takter      | 1,88  | 150 000 kr  |
| 11 | 26 dec 2015      | Solvalla   | Gulddivisionen, final (Gr. 2) | Johnny Takter      | 2,57  | 250 000 kr  |
| 12 | 20 feb 2016      | Bollnäs    | Gulddivisionen, försök        | Johnny Takter      | 1,45  | 150 000 kr  |
| 13 | 5 mars 2016      | Bergsåker  | Gulddivisionen, försök        | Johnny Takter      | 1,28  | 150 000 kr  |
| 14 | 27 mars 2016     | Romme      | Gulddivisionen, försök        | Johnny Takter      | 1,64  | 150 000 kr  |
| 15 | 2 april 2016     | Solvalla   | Gulddivisionen, final (Gr. 2) | Johnny Takter      | 2,05  | 250 000 kr  |
| 16 | 14 maj 2016      | Åby        | Gulddivisionen, försök        | Johnny Takter      | 3,64  | 150 000 kr  |
| 17 | 29 okt 2016      | Jägersro   | C.L. Müllers Memorial (Gr. 2) | Johnny Takter      | 2,53  | 400 000 kr  |
| 18 | 26 nov 2016      | Solvalla   | Gulddivisionen, final (Gr. 2) | Johnny Takter      | 1,55  | 250 000 kr  |
| 19 | 10 dec 2016      | Färjestad  | Gulddivisionen, försök        | Johnny Takter      | 1,73  | 150 000 kr  |
| 20 | 26 dec 2016      | Solvalla   | Gulddivisionen, final (Gr. 2) | Johnny Takter      | 1,31  | 250 000 kr  |
| 21 | 21 jan 2017      | Färjestad  | Gulddivisionen, försök        | Johnny Takter      | 1,11  | 150 000 kr  |
| 22 | 11 feb 2017      | Solvalla   | Gulddivisionen, final (Gr. 2) | Johnny Takter      | 1,16  | 250 000 kr  |
| 23 | 25 feb 2017      | Eskilstuna | Gulddivisionen, försök        | Johnny Takter      | 1,19  | 150 000 kr  |
| 24 | 11 mars 2017     | Bollnäs    | Gulddivisionen, försök        | Johnny Takter      | 1,10  | 150 000 kr  |
| 25 | 20 jan 2018      | Romme      | Gulddivisionen, försök        | Hans R. Strömberg  | 9,00  | 200 000 kr  |
| 26 | 10 mars 2018     | Eskilstuna | Gulddivisionen, försök        | Hans R. Strömberg  | 5,40  | 200 000 kr  |
| 27 | 1 april 2018     | Romme      | Gulddivisionen, försök        | Hans R. Strömberg  | 3,81  | 200 000 kr  |
| 28 | 6 okt 2018       | Skellefteå | Stig Lindmarks Styrkeprov     | Erik Adielsson     | 3,12  | 200 000 kr  |
| 29 | 3 nov 2018       | Romme      | Charlie Mills Race            | Rikard N. Skoglund | 4,24  | 125 000 kr  |
| 30 | 29 dec 2018      | Romme      | Gulddivisionen, försök        | Hans R. Strömberg  | 5,17  | 200 000 kr  |
| 31 | 16 feb 2019      | Axevalla   | Gulddivisionen, försök        | Rikard N. Skoglund | 1,87  | 200 000 kr  |
| 32 | 9 mars 2019      | Färjestad  | Gulddivisionen, försök        | Rikard N. Skoglund | 1,32  | 200 000 kr  |
| 33 | 28 december 2020 | Romme      | Super Lights lopp             | Magnus A. Djuse    |       | 100 000 kr  |

## Stamtavla
| Efter Kool du Caux 1998 | Bijou du Bignon 1989   | Rainbow Runner | Fakir Du Vivier |
| Efter Kool du Caux 1998 | Bijou du Bignon 1989   | Rainbow Runner | Kravotte        |
| Efter Kool du Caux 1998 | Bijou du Bignon 1989   | Dany Kov       | Raskolnikov Z.  |
| Efter Kool du Caux 1998 | Bijou du Bignon 1989   | Dany Kov       | Silene P.       |
| Efter Kool du Caux 1998 | Venus de la Bonde 1987 | James Pile     | Amiral Williams |
| Efter Kool du Caux 1998 | Venus de la Bonde 1987 | James Pile     | Ta Pile         |
| Efter Kool du Caux 1998 | Venus de la Bonde 1987 | Ines De La Noe | Saint Malo      |
| Efter Kool du Caux 1998 | Venus de la Bonde 1987 | Ines De La Noe | Valkyrie L.     |
| Undan Monrovia 2004     | Rite On Line 1991      | Supergill      | Super Bowl      |
| Undan Monrovia 2004     | Rite On Line 1991      | Supergill      | Winky's Gill    |
| Undan Monrovia 2004     | Rite On Line 1991      | Emerald City   | Nevele Pride    |
| Undan Monrovia 2004     | Rite On Line 1991      | Emerald City   | Dorothy Lobell  |
| Undan Monrovia 2004     | Cassandra 1995         | Mack Lobell    | Mystic Park     |
| Undan Monrovia 2004     | Cassandra 1995         | Mack Lobell    | Matina Hanover  |
| Undan Monrovia 2004     | Cassandra 1995         | Lollo          | Netted          |
| Undan Monrovia 2004     | Cassandra 1995         | Lollo          | Anno            |